# Toxicity
Toxicity es el segundo álbum de estudio de la banda System of a Down. Publicado el 4 de septiembre de 2001 por American Recordings, este CD tuvo gran éxito internacional, al vender más de 12 millones de copias a nivel mundial, y dio a conocer a la banda en todo el mundo. Fue asimismo el primer álbum de la banda en liderar las listas de éxitos, y ha sido certificado con seis discos de platino en los Estados Unidos. Forma parte de la lista de los 100 discos que debes tener antes del fin del mundo, publicada en 2012 por Sony Music.
La revista Rolling Stone colocó el álbum en el puesto #44 en su lista de los mejores álbumes de la década del 2000. Asimismo, en 2017 lo posicionó en el puesto #27 en su lista "The 100 Greatest Metal Albums of All Time". En enero de 2025, la misma publicación elaboró su lista de los 250 mejores álbumes del siglo XXI, y Toxicity fue uno de los dos únicos álbumes de música metal incluidos y el mejor posicionado (en el puesto 159).

## Música, composición y grabación
Categorizado como metal alternativo, thrash metal, art metal, hard rock, metal progresivo, heavy metal, y nü metal, el álbum incluye elementos de géneros musicales: folk, rock progresivo, jazz, música del medio oriente, y música griega. Daron Malakian, guitarrista de System of a Down dijo que él "quería agregar un poco más de armornía para" sí mismo "en las canciones que requerían deliciosamente mezclar algunas guitarras suaves entre las partes realmente pesadas". Malakian también citó a the Beatles como una influencia en Toxicity. Sonidos de instrumentos que no fueran batería, vocales, guitarra eléctrica y bajo, como la citara, el banjo, los teclados y el piano, también fueron incluidos en una pequeña parte en Toxicity. La mayoría de la música del álbum fue escrita en afinación de drop C.
System of a Down grabó más de treinta canciones aproximadamente para este álbum, pero se redujo el número de canciones a catorce. Algunas de esas canciones que no pasaron a Toxicity fueron regrabadas para el siguiente álbum Steal This Album!, lanzado en 2002. Toxicity fue grabado en Cello Studios en Hollywood, California, mezclado en Enterprise Studios en Burbank, California y masterizado en Oasis Mastering en Studio City, California. Según Shavo Odadjian, bajista de la banda, "Chop Suey!" es "sobre la drogadicción, pero [System of a Down tomó] algo realmente serio y lo hizo un poco tonto". "Prison Song" es sobre el encarcelamiento masivo en los Estados Unidos. Serj Tankian, el vocalista de la banda dijo: "Es sobre de la injusticia de las sentencias mínimas obligatorias y cómo hay alrededor de 2 000 000 estadounidenses en las cárceles, muchos de ellos están ahí por posesión de marihuana y cosas por el estilo. [...] En lugar de la rehabilitación de las personas que tienen problemas de drogas, los están lanzando en la cárcel. Eso realmente no soluciona nada." Tankian también dijo que "Prison Song" se refiere a "cómo se utiliza el dinero de la droga para manipular las elecciones de otros países por la CIA". "Bounce" trata acerca del sexo grupal. "Psycho" trata acerca de las groupies. "ATWA" trata de las creencias que tenía Charles Manson acerca del medio-ambiente. Daron Malakian dijo que Manson "Está en la cárcel por las razones equivocadas. Creo que tuvo un juicio injusto". "Deer Dance" trata de las protestas en torno a la Convención Nacional Demócrata que hubo en Los Ángeles en el año 2000.

## Promoción y giras
El 3 de septiembre de 2001, System of a Down había planeado lanzar Toxicity en un concierto gratuito en Hollywood, California como una forma de decir "gracias" a su fanáticos. El concierto, el cual se iba a llevar a cabo en un estacionamiento, iba a acomodar 3,500 personas; sin embargo, un estimativo de 7,000 a 10,000 fanáticos se presentaron. Debido al excesivo número de fanáticos, la presentación fue cancelada por oficiales de policía justo antes de que System of a Down se presentara. No hubo anuncio de que el concierto se cancelara. Los fanáticos habían esperado por más de una hora para que la banda apareciera, pero cuando un banner colgando en la parte trasera del escenario que decía "System of a Down" fue removida por seguridad, la audiencia corrió hacia el escenario, destruyendo todo el equipamiento de gira de la banda (aproximadamente US$30.000 de lo que valía) y empezaron a provocar disturbios, arrojando piedras a la policía, rompiendo ventanas, y empujando baños portátiles. Los desmanes duraron seis horas, durante en los que realizaron seis arrestos. El mánager de la banda, David "Beno" Benveniste, dijo que los disturbios se podrían haber evitado si a System of a Down se les hubiera permitido realizar su concierto o realizar un anuncio con respecto de la cancelación. Un concierto pactado para realizar al interior de una tienda al día siguiente se canceló para prevenir posibles disturbios de índole similar.
Luego ese mes, System of a Down se embarcó en una gira en los Estados Unidos y México con Slipknot. Durante su concierto en el Van Andel Arena en Grand Rapids, Míchigan en octubre de 2001, Odadjian fue humillado, étnicamente insultado y físicamente agredido por algunos guardias cuando intentó entrar a camerinos. Tras el ataque recibió ayuda médica del personal del arena y la policía en el lugar. Odadjian luego presentó una demanda contra DuHadway Kendall Security, la empresa para la cual los guardias trabajaban. Pese a este incidente, la gira, en su totalidad, fue un éxito  y System of a Down posteriormente acompañó a Slipknot durante el Iowa World Tour.

## Lista de canciones
| N.º | Título                | Letras            | Música             | Duración |  |
| 1.  | «Prison Song»         | Tankian, Malakian | Malakian           | 3:21     |  |
| 2.  | «Needles»             | Tankian, Malakian | Tankian, Malakian  | 3:13     |  |
| 3.  | «Deer Dance»          | Tankian, Malakian | Malakian           | 2:54     |  |
| 4.  | «Jet Pilot»           | Tankian           | Odadjian, Malakian | 2:06     |  |
| 5.  | «X»                   | Tankian           | Malakian           | 1:58     |  |
| 6.  | «Chop Suey!»          | Tankian, Malakian | Malakian           | 3:30     |  |
| 7.  | «Bounce»              | Tankian           | Malakian, Odadjian | 1:54     |  |
| 8.  | «Forest»              | Tankian           | Malakian           | 4:00     |  |
| 9.  | «ATWA»                | Tankian, Malakian | Malakian           | 2:57     |  |
| 10. | «Science»             | Tankian           | Malakian           | 2:42     |  |
| 11. | «Shimmy»              | Tankian           | Tankian            | 1:50     |  |
| 12. | «Toxicity»            | Tankian           | Malakian, Odadjian | 3:38     |  |
| 13. | «Psycho»              | Tankian, Malakian | Malakian           | 3:45     |  |
| 14. | «Aerials»             | Tankian, Malakian | Malakian           | 3:56     |  |
| 15. | «Arto» (pista oculta) |                   |                    | 2:17     |  |

| Special Edition bonus CD |                       |         |                             |          |  |
| N.º                      | Título                | Letras  | Música                      | Duración |  |
| 1.                       | «Johnny»              | Tankian | Tankian                     | 2:08     |  |
| 2.                       | «Sugar» (en vivo)     | Tankian | Odadjian, Malakian          | 2:27     |  |
| 3.                       | «War?» (en vivo)      | Tankian | Malakian                    | 2:48     |  |
| 4.                       | «Suite-Pee» (en vivo) | Tankian | Malakian                    | 2:58     |  |
| 5.                       | «Know» (en vivo)      | Tankian | Odadjian, Malakian, Tankian | 3:03     |  |

## Créditos
- Daron Malakian: guitarra eléctrica y acústica, coros, composición. Sitar en «Aerials» y banjo en «Deer Dance».
- Serj Tankian: voz, teclados, composición.
- Shavo Odadjian: bajo.
- John Dolmayan: batería.
- Rick Rubin, David Schiffman, Greg Collins y Darren Morr: productores.
- Andy Wallace: mezclas.
- Arto Tunçboyaciyan: cantante y músico, invitado especial en «Science» y «Arto» (canción oculta que aparece al final de «Aerials»).
- Shavo Odadjian y Brandy Flower: dirección artística.
- Grabado en los Cello Studios, Hollywood, California.
- Mezclado en los Enterprise Studios, Burbank, California.

## Listas

### Álbum
| Año  | Conteo                      | Posición |
| ---- | --------------------------- | -------- |
| 2001 | Billboard 200               | 1        |
| 2001 | UK Albums Chart             | 13       |
| 2001 | Australian ARIA Top 50      | 6        |
| 2001 | Canadian Album Chart        | 1        |
| 2001 | New Zealand Top Album Chart | 7        |

### Sencillos
| Año  | Sencillo   | Conteo                 | Posición |
| ---- | ---------- | ---------------------- | -------- |
| 2001 | Chop Suey! | The Billboard Hot 100  | 76       |
| 2001 | Chop Suey! | Modern Rock Tracks     | 7        |
| 2001 | Chop Suey! | Mainstream Rock Tracks | 12       |
| 2001 | Chop Suey! | Australian ARIA Top 50 | 14       |
| 2002 | Toxicity   | The Billboard Hot 100  | 70       |
| 2002 | Toxicity   | Modern Rock Tracks     | 3        |
| 2002 | Toxicity   | Mainstream Rock Tracks | 10       |
| 2002 | Toxicity   | Australian ARIA Top 50 | 39       |
| 2002 | Aerials    | The Billboard Hot 100  | 55       |
| 2002 | Aerials    | Modern Rock Tracks     | 1        |
| 2002 | Aerials    | Australian ARIA Top 50 | 36       |